# Vigo Meulengracht Madsen
Vigo Meulengracht Madsen (Vejle, 13 novembre 1889 – Helleruplund, 17 giugno 1979) è stato un ginnasta danese, vincitore della medaglia di bronzo nel Concorso libero a squadre a Stoccolma 1912.
Precedentemente aveva fatto parte della squadra classificatasi quarta a Londra 1908.

## Palmarès

### Giochi olimpici
- 1 medaglia:
  - 1 bronzo (Concorso libero a squadre a Stoccolma 1912)